# Champagne (Eure-et-Loir)
Champagne is een voormalige gemeente in het Franse departement Eure-et-Loir in de regio Centre-Val de Loire en telt 179 inwoners (1999). De oppervlakte bedraagt 2,2 km², de bevolkingsdichtheid is 81,4 inwoners per km².
Tot 1 januari 2015 was Champagne een zelfstandige gemeente. Op die datum werd het bij de gemeente Goussainville gevoegd.

## Demografie
Onderstaande figuur toont het verloop van het inwoneraantal van Champagne vanaf 1962.

Bron: Frans bureau voor statistiek. Cijfers inwoneraantal volgens de definitie population sans doubles comptes (zie de gehanteerde definities)